# Сигнатура атаки
Сигнатура атаки (вірусу) — характерні ознаки атаки або вірусу, що використовуються для їх виявлення. Більшість сучасних антивірусів, 
сканерів вразливостей та систем виявлення вторгнень (СВВ) використовують «синтаксичні» сигнатури, взяті безпосередньо з тіла атаки (файла вірусу або мережевого пакета, що належить експлойту). Також існують сигнатури, засновані на поведінці або аномаліях — наприклад, занадто агресивне звернення до якого-небудь мережевого порту на комп'ютері.
Приклад сигнатури з тіла вірусу Email-Worm.Win32.Happy, опублікований в журналі Virus Bulletin:
Happy New Year 1999 !!